# 2007-es KDK-i elnökválasztás
2007. január 27-én és 30-án elnökválasztást tartottak a Kongói Demokratikus Köztársaságban. A választásokat eredetileg január 16-ára és 19-ére tervezték. A kormányzókat és a kormányzóhelyetteseket közvetett úton, a területi tanácsokon keresztül választják meg. A csúszásnak az az oka, hogy néhány kerületben nem tudták időben megválasztani a képviselőjüket. Második fordulóra csak azokon a területeken lett volna szükség, ahol az első forduló nem hozott eredményt, de erre sehol sem került sor, de Kelet-Kassaiban és Nyugat-Kassaiban a választás időpontját február 10-ére, majd később február 15-ére rakták át, mert a Nemzeti Unió képviselőinek kettős állampolgársága volt.
Ebben a körben csak a már meglévő 11 tartományban tartottak választást, az újjászervezést követően megalakuló további 15 tartományban a törvény hatályba lépését követően tartanak választásokat.
| Párt                            | Mandátum | Tartomány                                                 |
| ------------------------------- | -------- | --------------------------------------------------------- |
| Elnöki Többség Szövetsége (AMP) | 6        | Bandundu, Katanga, Kinshasa, Maniema, Orientale, Dél-Kivu |
| Függetlenek                     | 2        | Alsó-Kongó, Észak-Kivu                                    |
| Nemzeti Unió (UN)               | 1        | Egyenlítői                                                |
| február 15-én                   | 2        | Kelet-Kasai, Nyugat-Kasai                                 |
| Összesen                        | 11       | (forrás)                                                  |

## Alsó-kongói tüntetések
Alsó-Kongóban a kormányon lévő Simon Mbatshi nyerte meg 15 szavazattal a választásokat az ellenzéki Kongó Szabadságáért Mozgalom jelöltjével, Fuka Unzulával szemben, aki 14 voksot kapott. Ellenzéki tüntetők szavazatvásárlással vádolták a nyertest, s azt hangsúlyozták, hogy Kingót nem lehet a korrupcióra alapozva újjáépíteni. összeütközés tört ki a rendőrök és a Bundu dia Kongo vallási csoport között. Az összecsapásnak 134 halálos áldozata volt Az ellentét oka a kormányzó megválasztásának folyamata volt.
Az alsó-kongói eredményt, mely szerint a függetlenként indult Simon Mbatshi nyert, február 8-án jelentették be, s ugyanekkor közölték, hogy még az év folyamán újabb választást tartanak itt. Ezt a döntést később a Kongói Legfelső Bíróság február 17-én hatályon kívül helyezte.